# Katharina Holzer
Katharina Holzer (Villach, 29 de junio de 1998) es una jugadora de voleibol y voleibol de playa austriaca.

## Carrera

### Voleibol de salón
Holzer llegó al voleibol a través de sus compañeros de clase. En su país de origen jugó inicialmente en el VBK Wörther-See-Löwen y en el ATSC Klagenfurt. La atacante externa llegó a la Bundesliga austriaca con los Wildcats. Durante este tiempo fue subcampeona nacional y llegó a la final de copa. En 2016 fue fichada por el club VfB 91 Suhl de la Bundesliga alemana. Para el club, las competiciones de la Bundesliga terminaron temprano con los playoffs previos y los octavos de final de la Copa DVV. Holzer también llegó como jugadora júnior a laselección absoluta de Austria, con la que participó en la Liga Europea de Voleibol de 2017. En la temporada 2017/18, Holzer alcanzó con Suhl los cuartos de final de la Copa DVV, mientras que en la Bundesliga se perdió los playoffs. Para la temporada 2018/19, Holzer pasó al subcampeón francés RC Cannes, con quien ganó el campeonato de Francia. Luego jugó en la «Serie A1» italiana en Volalto Caserta. Tras su disolución, Holzer regresó a Austria y en 2021 ganó el campeonato nacional y el doblete de copa con el ASKÖ Linz Steg. Luego regresó a Wörther-See-Löwen.

### Voleibol de playa
Holzer se proclamó subcampeona de Europa sub-18 con Ilona Kiss en Riga en 2015. Ese mismo año alcanzó con Nikolina Maroš el séptimo puesto en el Campeonato Europeo Sub-20 celebrado en Lárnaca. En 2016 quedó novena con Ilona Radl en el Campeonato de Europa Sub-21 en Lucerna. Con Maroš ganó el torneo nacional en Krems y quedó novena en el Campeonato de Europa sub-20 en Antalya. Después de que Teresa Strauss tuviera que prescindir de su hermana gemela Nadine lesionada en 2017, Holzer se convirtió en su compañera para el Campeonato Mundial de Viena. Strauss/Holzer fueron beneficiadas con una de las tres tarjetas de invitación para el torneo, pero después de la fase de grupos fueron eliminados sin ganar.
De 2019 a 2021, Holzer jugó con Ronja Klinger y en 2022 con Franziska Friedl. Con Eva Freiberger participó en el Campeonato Europeo de 2023 en Viena. Junto con Isabel Schneider, Katharina Holzer participó con una tarjeta de invitación en el German Beach Tour de Berlín y ganó el torneo.